# 不予播出
《不予播出》是一款由英国电子游戏工作室NotGames开发并由tinyBuild发行的全动态影像政治模拟游戏。
游戏背景为20世纪中期的一个发达国家，玩家将扮演一名负责国家晚间新闻正常播出的导播，扮演角色是名为阿列克斯·温斯顿（英語：Alex Winston）的已婚女性角色，她需要处理广播室内的各项突发情况、播放广告与对广播节目的自我审查。